# Six Days on the Road
Six Days on the Road ist ein amerikanischer Country-Song, der 1961 von Earl Green und Carl Montgomery geschrieben und im selben Jahr von dem Musiker Paul Davis (nicht zu verwechseln mit dem Sänger Paul Davis) aufgenommen wurde. Das Lied erreichte seine Bekanntheit 1963 in der Version von Dave Dudley.

## Hintergrund
Die Komponisten Greene und Montgomery boten ihren Titel zunächst dem Cajun-Musiker Jimmy C. Newman an. Newman fand jedoch, dass der Song nicht zu seinem Stil passt, lehnte ab und ließ das Band von seinem Verleger Jimmy Key an den gemeinsamen Freund Dave Dudley weiterleiten. Dudley vergaß das Demo in seinem Gitarrenkasten und veröffentlichte Six Days on the Road erst 1963 auf seinem eigenen Label Golden Wing.
In der Zwischenzeit hatte Paul Davis Six Days on the Road 1961 für Bulletin Records aufgenommen. Die Aufnahme war kein Erfolg.
Obwohl der Titel nicht der erste Song über Fernfahrer war, löste er einen Trend zu speziellen Titeln über Trucker, wie C.W. McCalls Convoy oder Alabamas 18 Wheeler aus, der mehrere Jahre andauerte.
Die NASA nutzte den Titel 1982 in der Version von Dudley während der STS-3-Mission als Wake-Up-Call.

## Text
Der Song schildert das Leben eines LKW-Fahrers, der die meiste Zeit auf der Straße verbringt. In dem Text beschreibt der Sänger die langen Fahrtzeiten, die einsamen Nächte fern von zu Hause, aber auch die Freude an der weiten, offenen Straße. Er verlässt Pittsburgh und fährt mit seinem aufgemotzten Truck die Ostküste der Vereinigten Staaten entlang. Das Tempolimit wird mangels anwesender Polizei missachtet, um nach sechs Tagen auf der Straße am Abend zu Hause zu sein. Der Sänger beschreibt, wie er Tabletten zum Wachhalten einnimmt und sich auf seine Partnerin, welche er liebevoll „Baby“ nennt, freut.

## Coverversionen
Das Lied wurde häufig von Künstlern wie Hank Snow (1965), Jim & Jesse (1967), Taj Mahal (1969), Tony Christie (1983), George Thorogood (1991) und Popa Chubby (2008) gecovert. Alleine mit deutschem Text existieren mit Jonny Hill Ich fahr’ meine Tour (1983), Ostbahn Kurti Zahltog (1985), Gunter Gabriel Sechs Tage auf’m Bock (1994) und André Lamberz mit Sechs Tage jede Woche (2005) vier verschiedene Versionen. Steve Earle spielte 1987 eine Version für den Soundtrack zu Ein Ticket für Zwei ein.
Die Plattform cover.info verzeichnete im Dezember 2023 insgesamt 58 Versionen des Liedes, auf secondhandsongs.com waren 137 Versionen verzeichnet.

## Rezeption
Lindsay Planer lobt auf Allmusic die tiefen heiseren Stimmwechsel Dudleys, welche dem Titel Authentizität verleihen. Sie erkennt eine rebellische Outlaw-Stimmung gegen die öffentliche Sicherheit, die den Fahrer nicht davon abhalten kann, nach Hause zu gelangen.

## Charterfolge
| Jahr | Titel Interpret                   | Höchstplatzierung, Gesamtwochen, AuszeichnungChartplatzierungen (Jahr, Titel, Interpret, Platzierungen, Wochen, Auszeichnungen, Anmerkungen) | Höchstplatzierung, Gesamtwochen, AuszeichnungChartplatzierungen (Jahr, Titel, Interpret, Platzierungen, Wochen, Auszeichnungen, Anmerkungen) | Höchstplatzierung, Gesamtwochen, AuszeichnungChartplatzierungen (Jahr, Titel, Interpret, Platzierungen, Wochen, Auszeichnungen, Anmerkungen) | Anmerkungen |
| Jahr | Titel Interpret                   | US | Country | CA | Anmerkungen |
| ---- | --------------------------------- | --- | --- | --- | ----------- |
| 1963 | Six Days on the Road Dave Dudley  | US32 (11 Wo.)US | Country2 (21 Wo.)Country | |             |
| 1988 | Six Days on the Road Steve Earle  | — | Country29 (13 Wo.)Country | — |             |
| 1997 | Six Days on the Road Sawyer Brown | — | Country13 (20 Wo.)Country | CA9 (13 Wo.)CA |             |